# Włodzimierz Komorski
Włodzimierz Komorski (ur. 6 sierpnia 1944 w Warszawie) – zawodnik i trener hokeja na lodzie; napastnik (środkowy) oraz obrońca, wieloletni gracz Legii Warszawa. Absolwent AWF w Katowicach.
Jego wnuk Filip Komorski (ur. 1991) także jest hokeistą i do 2012 roku grał w Legii Warszawa (podobnie jak dziadek, występuje z numerem 5 na koszulce).

## Kariera klubowa
Reprezentował Legię Warszawa (1960–77) oraz austriacki klub EV Zeltweg (1979–81). W barwach Legii wystąpił w 470 meczach, zdobył w nich 223 gole.

## Kariera reprezentacyjna
W reprezentacji zadebiutował w meczu z Austrią (1 marca 1966 w Klagenfurt am Wörthersee). Zdobył w niej 13 goli. Ma za sobą 16 występów i 9 goli w meczach pierwszej reprezentacji z drużynami „B” i młodzieżowymi. W barwach Polski rozegrał 67 meczów w latach 1966-1971.
Był uczestnikiem pięciu turniejów Mistrzostw Świata w 1966, 1967, 1969, 1970 i 1971 roku, w tym 2 turniejów w gr. „A”, w MŚ – zagrał w nich 35 meczów i strzelił 6 goli.

## Sukcesy
Klubowe
- Złoty medal mistrzostw Polski: 1964, 1967
- Srebrny medal mistrzostw Polski: 1965, 1966
- Brązowy medal Spartakiady Armii Zaprzyjaźnionych: 1975

Indywidualne
- Pierwsze miejsce w klasyfikacji kanadyjskiej w sezonie 1966/1967
- Drugie miejsce w klasyfikacji strzelców w sezonie 1966/1967

## Odznaczenia
Złota Odznaka PZHL (1986).